# Єжи Яніцький
Єжи Яніцький (пол. Jerzy Janicki), псевдонім Andrzej Jurek; 10 серпня 1928, Чортків — 15 квітня 2007, Варшава, Польща) — польський прозаїк, драматург, журналіст, радіо- і кіносценарист. Почесний доктор Опольського університету (2006). Відзначений нагородами Міністерства культури і мистецтва Польщі 1-го ступеня (1977, 1983).

## Життєпис

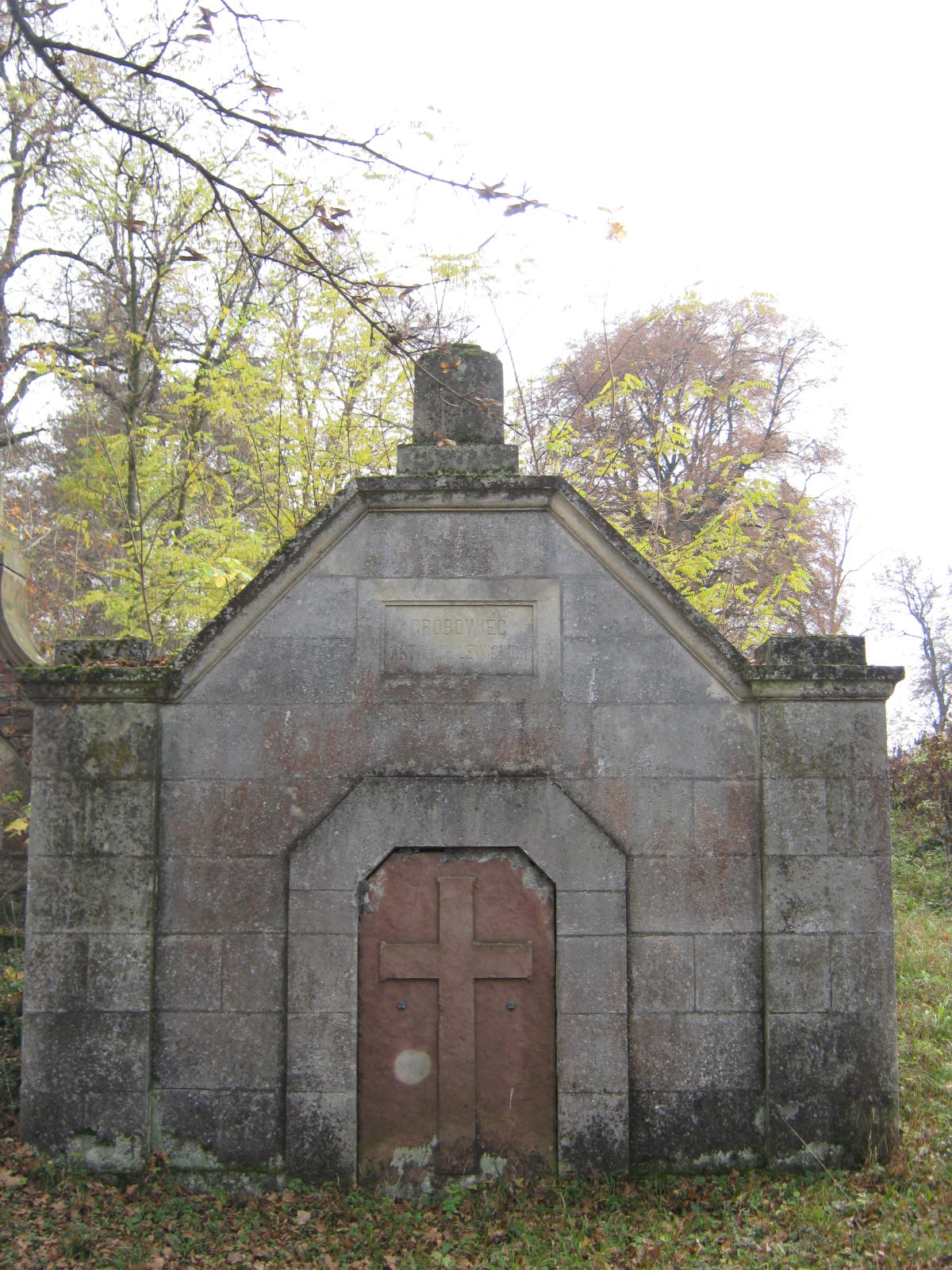
Гробівець Левицьких, цвинтар на пагорбі Федір, Бучач

Народився 10 серпня 1928 року в м. Чорткові (Чортківського повіту ЗОУНР, анексованого Другою Польською Республікою, за польським адмінподілом — місто Тернопільського воєводства; нині Тернопільської області, Україна). Батько — нотаріус Здзіслав Яніцький, який працював, зокрема, в м. Чортків, Бучач). Матір — Густава з Лукасевичів (пол. Gustawa Łukasiewicz), померла в перший день війни у віці 48 років, була тимчасово похована у гробівці родини аптекаря Левицького на міському цвинтарі на горі Федір у Бучачі, однак через війну та радянський режим її прах досі там.
Змалку проживав у Львові, де закінчив VI чоловічу гімназію імені Станіслава Сташиця (тепер Львівська середня загальноосвітня школа № 63).. За одними даними, у 1939—1946 роках перебував на Заході, потім повернувся до Польщі. За інформацією його родичів, період окупації він прожив у Бучачі, де якісь з них мешкали. за його спогадами, 13 квітня 1940 його родину енкаведисти викинули з помешкання. Навчався на факультеті польської філології Вроцлавського університету (від 1947 року). У 1946—1948 роках працював журналістом газети «Trybuna Robotnicza» в м. Катовицях.
Від 1949 — у Варшаві. Співпрацював з редакцією часопису «Нова культура» в 1950—1955 роках, а з 1955-го був працівником Польського радіо.
Був членом «Товариства прихильників Львова» (пол. Towarzystwo Miłośników Lwowa), від 1988 року — президентом його столичного відділення.
Помер 15 квітня 2007 року в м. Варшаві, Польща. У варшавському костелі святого Яцека, в якому він часто молився до ікони матері Божої Чортківської, відправили святу месу за душу покійного. Похований у понеділок на Алеї заслужених цвинтаря «Військові Повонзки» у Варшаві.

### Доробок
З кінця 1980-х років після зняття цензури реалізував багато фільмів з галицької (зокрема, львівської та бучацької) тематики, зокрема:
- Tońko, czyli legenda o ostatnim baciarze (1988)
- Wszystko dla Orląt (1991; за участі учасника боїв за Львів, особистого лікаря генерала Владислава Андерса доктора Еміля Недзьвірського (пол. Emil Niedźwirski)
- A do Lwowa daleko aż strach (1996, за участі Влади Маєвської (пол. Włada Majewska, музи Мар'яна Гемара (пол. Marian Hemar)
- Lwów Adama Bujaka (1997)
- Lwów tam i u mnie (1998)
- Podróż do Lwowa w lata 30. (2000)
- Legenda Orląt Lwowskich (2002)
- Bardzo wielki mały teatr (2003)
- Polskie Termopile (2003)
- Opowieści Łyczakowskiego Cmentarza (2003)
- Opowieść o czterech flagach, czyli burza dziejowa we Lwowie (2004),
- Przestrzenie Banacha (2005, про львівського математика Стефана Банаха
- Bramy przez które wędrowała historia (2006)
- Kwadrans z Hemarem
- Proboszcz znad rzeki Strypy [Архівовано 14 жовтня 2016 у Wayback Machine.].

### Нагороди, відзнаки
- Нагороджений Кавалерським (1976 року) та Офіцерським (1985) Хрестами Ордену Відродження Польщі
- Złota Odznaka m. st. Warszawy (1966), «Złoty Mikrofon» za zasługi dla rozwoju Polskiego Radia (1969)
- «Specjalny Złoty Ekran» za wieloletnią działalność scenariopisarską dla TVP (1989, за рік 1988)
- "SuperWiktor «2000» (2001)[5]
- Медаль «Gloria Artis» (посмертно)[16]
- Пам'ятний знак біля школи в селі Літовищі (пол. Lutowiska).[14]